# Zhaleh Olov
Zhaleh Olov (en persa: ژاله علو‎; 6 de agosto de 1927 – 23 de diciembre de 2024) fue una actriz, dobladora y poeta iraní.  

## Biografía
Comenzó su carrera trabajando en la radio y el cine en 1948 y como actriz de teatro en 1949. Debutó en la pantalla en The Tempest of Life (1948, dir. A. Daryabeigi) Dobló dibujos animados por primera vez en Irán con caricaturas de Walt Disney, como Cenicienta, Pinocho, La bella durmiente, 101 dálmatas, Snow White and the Seven Dwarfs y Los Aristogatos. 

## Filmografía
- The Tempest of life (1948)
- The Prisoner of Emire (1948)
- The Spring Variety (1949)
- Aqa Mohammad Khan (1954)
- The Adventure of Life (1954)
- The Bride of Tigris (1954)
- The Accuzation (1956)
- Yaghoub Leyth (1957)
- The Broken Talisman (1957)
- Bijhan and Manijheh (1958)
- The Viper's Fang (1961)
- The White Gold (1962)
- The Key (1961)
- Hookani (1969, inacabada)
- Shirin and Farhad (1970)
- Leili and Majnun (1970)
- Wood Pigeon (Toghi) (1970, dirigida por Ali Hatami)
- The Window (1970)
- The Bridge (1971)
- Dash Akol (1971)
- The Hour of Disaster (1972)
- The Lollipop (1972)
- The Voice of Desert (1975)
- The Lost Time (1989)
- The Fateful Day (1994)
- The Snowman (1994)
- Sultan (1996)
- Mum's Guest (2003)
- No Choice (2020)

## Series de televisión
- Amir Kabir (1985)
- Small Paradise (1991)
- Once Upon a Time (Roozi roozgari) (1991)
- Brighter Than Darkness (1992)
- The Gun Loaded (2002–2003)